# Campeonato de Oceanía de Judo de 1979
El VII Campeonato de Oceanía de Judo se celebró en Rotorua (Nueva Zelanda) en 1979 bajo la organización de la Unión de Judo de Oceanía.
En total se disputaron dieciséis pruebas diferentes, ocho masculinas y ocho femeninas.

## Resultados

### Masculino
| Evento            | Oro                            | Plata                              | Bronce                                                   |
| ----------------- | ------------------------------ | ---------------------------------- | -------------------------------------------------------- |
| –60 kg            | Michael Scott Nueva Zelanda    | Glen Hilly Australia               | David McDonald Australia                                 |
| –65 kg            | Alain Vandange Nueva Caledonia | Robert Maran Nueva Zelanda         | M. Ford Australia Gerald Whittle Australia               |
| –71 kg            | Luis Val Australia             | John Van Hoek Australia            | Joe Ferris Australia Shaun O’Leary Nueva Zelanda         |
| –78 kg            | Alan Broadhead Australia       | Paul Buganey Australia             | Michael Briers Australia Noel Dawson Australia           |
| –86 kg            | Andrew Richardson Australia    | Bill Vincent Nueva Zelanda         | Mark Carew Australia Steve McDowall Nueva Zelanda        |
| –95 kg            | Barry Johnson Australia        | Ivor Endicott-Davies Nueva Zelanda | Ray Matthews Australia Jean-Luc Audifren Nueva Caledonia |
| +95 kg            | Dave Clark Nueva Zelanda       | G. Barnes Australia                | Robert Borchert Australia                                |
| Categoría abierta | Mark Carew Australia           | Dave Clark Nueva Zelanda           | Andrew Richardson Australia                              |

### Femenino
| Evento            | Oro                            | Plata                       | Bronce                                             |
| ----------------- | ------------------------------ | --------------------------- | -------------------------------------------------- |
| –48 kg            | Vaneta Stutt Nueva Zelanda     | Debbie Ann Smith Australia  | Christine Domino Australia                         |
| –52 kg            | Christina-Ann Boyd Australia   | Carolyn Hamblin Australia   | Kerry Corkin Nueva Zelanda                         |
| –56 kg            | Suzanne Williams Australia     | Kerrye Jones Australia      | Donna Guy Nueva Zelanda Sue Crimmins Australia     |
| –61 kg            | Karin Sheedy Australia         | Frances Roeloffs Australia  | Sue Lytollis Nueva Zelanda S. Whitefield Australia |
| –66 kg            | Colleen Kuriger Nueva Zelanda  | Julie Madeley Nueva Zelanda | Wendy Callender Australia M. Langayvoux Australia  |
| –72 kg            | Vivienne Burke Australia       | Aria Ruwhiu Nueva Zelanda   | Susan Dunn Australia                               |
| +72 kg            | Heidi Zahn Australia           | Jenny Hall Australia        | Randolea Rapley Australia                          |
| Categoría abierta | Sandra Manderson Nueva Zelanda | Vivienne Burke Australia    | Jenny Hall Australia Suzanne Williams Australia    |

## Medallero
| Núm. | País            | Oro | Plata | Bronce | Total |
| ---- | --------------- | --- | ----- | ------ | ----- |
| 1    | Australia       | 10  | 10    | 19     | 39    |
| 2    | Nueva Zelanda   | 5   | 6     | 5      | 16    |
| 3    | Nueva Caledonia | 1   | 0     | 1      | 2     |
|      | TOTAL           | 16  | 16    | 25     | 57    |